# Église du Sacré-Cœur-de-Jésus de Bahang
L'église du Sacré-Cœur-de-Jésus de Bahang (chinois traditionnel : 白漢洛耶穌聖心堂 ; chinois simplifié : 白汉洛耶稣圣心堂), communément connue sous le nom d'église catholique de Bahang, ou de Baihanluo, a été fondée par des missionnaires français de la Société des missions étrangères de Paris en 1899 sur les rives de la Salouen dans de hautes terres difficilement franchissables de la région des Sept-Frères.

## Situation du village
Le village,  accessible seulement à pied et à cheval, se trouve à 2 600 mètres d'altitude adossé à des pics de plus de 5 000 mètres à une latitude de 28° N et une longitude de 99° E. Les hivers sont moins rigoureux que dans d'autres endroits plus à l'est, mais les étés sont chauds et fort humides. Il est situé en territoire loutze (appelé Loutzékiang à l'époque des missionnaires), peuplade antérieure aux Tibétains à l'habitat épars, dans une haute vallée au bord du Doyong, affluent de la Salouen.  Le village est totalement isolé: il faut passer le col de Sila (4 400 mètres d'altitude) et le col du Gniserla (4 000 mètres d'altitude), inaccessibles à cause de la neige entre novembre et mai, pour rejoindre en trois ou quatre jours de marche la mission de Tsedjrong à l'est au bord du Mékong, car il est impossible de descendre la rivière Salouen pour atteindre des villages éloignés au sud, la rivière étant trop escarpée et impraticable dans son cours supérieur.

## Description de l'église
L'église se trouve sur un petit promontoire en surplomb de la vallée escarpée de Dimaluo (en) dans le comté de Gongshan, en haut de la vallée de la Salouen en allant vers la frontière birmane, à l'ouest de Tsedjrong. Elle est construite en bois selon un plan basilical et possède un fronton chinois dont la toiture est à pans relevés. Son petit clocher recouvert d'une toiture conique se trouve du côté de l'abside derrière le chœur. Les portes de l'église au milieu de trois arcs de plein cintre donnent sur une vaste cour rectangulaire fermée, servant de parvis. Les trois côtés de la cour sont fermés par les bâtiments de la mission, le quatrième par l'église. L'entrée de la mission est en vis-à-vis de l'église.

## Histoire

### Création
Le poste missionnaire a été fondé par le père Annet Genestier (1858-1937) des Missions étrangères qui fait bâtir une vaste église au toit à pans élevés dans le style sino-tibétain, à partir de 1899. Moins d'une vingtaine de modestes maisons de villageois l'entourent à cette époque.

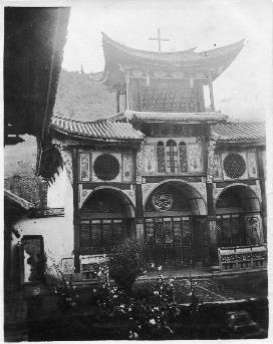
Église de Bahang dans les années 1920

Le père Georges André (1891-1965) arrive en poste en juin 1921. Il y demeure jusqu'en 1952. C'est lui qui fait tracer des pistes muletières dans les environs (300 km) et construire des ponts suspendus de bois pour faciliter la vie de ses villageois qui ne connaissaient pas l'usage du pont auparavant, au-dessus de torrents qui se trouvent parfois à deux ou trois cents mètres en dessous des bords. L'explorateur américain Joseph F. Rock (1884-1962) qui visite la mission au début des années 1920 qualifie l'endroit de « dernier avant-poste de la chrétienté » dans un article du National Geographic. Le père André fait venir des graines, pour créer le premier jardin fruitier, jamais vu ici auparavant, et introduire toute sorte d'espèces de légumes. Le père André rayonne sur sept postes de missions dans un rayon de deux jours de marche. Il rédige un dictionnaire franco-tibétain-loutse, le premier, et devient correspondant de l'Institut des langues orientales. Après la visite de Joseph F. Rock, le seul Européen à venir le voir est vingt-cinq ans plus tard à l'été 1946 le père Christian Simonnet (1912-2002), aumônier militaire à Hanoï et futur curé de l'église des Martyrs de Hanoï.

### André Guibaut et Louis Liotard
Le 2 décembre 1936, André Guibaut et Louis Liotard en missions et d’explorations scientifiques au Tibet arrivent la Mission catholique de Bathang et y restent sept semaines en hivernage. Au cours de leur séjour, ils font une pointe en territoire tibétain accompagné du père Bardin.

### Régime communiste
En 1951, les commissaires politiques du Parti communiste chinois demandent aux missionnaires d'abandonner les missions. Georges André, soutenu par ses paroissiens, refuse. Il est expulsé en mai 1952 par des militaires. La caravane met trois mois à rejoindre Hong Kong, au cours desquels il reçoit de constantes brimades. 
Néanmoins le culte catholique a subsisté clandestinement dans la population de la région. L'église est fermée au culte pendant la révolution culturelle. Elle est rendue au culte au milieu des années 1980.